# 1963 في التلفزيون البريطاني
هذه قائمة بالأحداث المتعلقة التي حدثت بالتلفزيون البريطاني منذ عام 1963.

## الأحداث

### يناير
- 7 كانون الثاني (يناير) - يبث تلفزيون غرناطة لأول مرة " World in Action" ، مسلسله الاستقصائي المؤثر عن الشؤون الجارية، والذي سيستمر لمدة 35 عامًا.
- 13 كانون الثاني (يناير) - بث تلفزيون بي بي سي مسرحية The Madhouse في Castle Street في شارع Sunday-Night Theater . يشارك في المسرحية مغني موسيقى شعبي أمريكي شاب يدعى بوب ديلان.

### فبراير
- 18 فبراير - فتح جهاز الإرسال Strabane ، لتغطي غرب أيرلندا الشمالية لأول مرة.

### مارس
- 23 مارس - أقيمت مسابقة الأغنية الأوروبية الثامنة في مركز تلفزيون بي بي سي بلندن. فازت الدنمارك بالمسابقة بأغنية " Dansevise " التي يؤديها Grethe & Jørgen Ingmann .

### أبريل
- لا أحداث.

### مايو
- لا أحداث.

### يونيو
- لا أحداث.

### يوليو
- لا أحداث.

### أغسطس
- 9 أغسطس - Ready Steady Go! العرض الأول على ITV.

### سبتمبر
- 30 سبتمبر - بدأ تلفزيون بي بي سي في استخدام الكرة الأرضية كرمز لهم. وسيواصلون استخدامه بأشكال مختلفة حتى عام 2002.

### أكتوبر
- لا أحداث.

### نوفمبر
- 22 تشرين الثاني (نوفمبر) - قاطع تلفزيون بي بي سي البرامج المنتظمة للإبلاغ عن اغتيال جون كينيدي.
- 23 تشرين الثاني (نوفمبر) - على قناة BBC TV:
  - يلعب ويليام هارتنيل دور الطبيب الأول في الحلقة الأولى من سلسلة الخيال العلمي Doctor Who[1] (أول سلسلة من 4 أجزاء An Unearthly Child). يشتكي الكثير من الناس من أنهم فاتتهم (بسبب اضطراب الجداول الزمنية بسبب اغتيال جون كينيدي) لدرجة أن حلقة السبت التالي 1 تتكرر قبل بث الحلقة 2. طبيب يعمل حتى عام 1989 ويتم إحياؤه من عام 2005.
  - كان هذا هو الأسبوع الذي كان يبث حلقة تحية جادة لكينيدي.

### ديسمبر
- 21 كانون الأول (ديسمبر) - تم بث الحلقة الأولى من المسلسل المكون من سبعة أجزاء The Daleks في سلسلة Doctor Who ، والتي تقدم الكائنات الفضائية الفخرية (تم الكشف عنها بالكامل في حلقة الأسبوع التالي).
- 28 ديسمبر - برنامج بي بي سي الساخر كان ذلك الأسبوع الذي كان (TW3) يبث للمرة الأخيرة.

## لأول مرة

### خدمة تلفزيون بي بي سي / بي بي سي تي في
- 5 يناير - الكيمياء. مختبر. الغموض (1963)
- 18 يناير - السيد القاضي دنكنون (1963)
- 21 فبراير - مونسترايك (1963)
- 24 فبراير - الشعب اليائس (1963)
- 7 أبريل - جين اير (1963)
- 18 مايو - عرض ستانلي باكستر (1963-1971)
- 19 مايو - مرثية لجاسوس (1963)
- 10 يوليو - تاكسي! (1963-1964)
- 13 يوليو - عرض ديك إيمري (1963-1981)
- 16 أغسطس - خطوط الزواج (1963-1966)
- 1 سبتمبر - لا عباءة - لا خنجر (1963)
- 3 سبتمبر - Swallows and Amazons (1963)
- 22 سبتمبر - الليلة الأولى (1963-1966)
- 30 سبتمبر - بقعة ضوء الجنوب الغربي (1963 حتى الوقت الحاضر)
- 5 أكتوبر - The Telegoons (1963–1964)
- 6 أكتوبر - حفر هذا الروبارب (1963-1964)
- 13 أكتوبر - مخطوف (1963)
- 1 نوفمبر - Teletale (1963–1964)
- 23 تشرين الثاني (نوفمبر) - دكتور هو (1963-1989 ، 1996، 2005 حتى الآن)
- 28 نوفمبر - بولد مثل براس (1963-1964)
- 26 ديسمبر - ضحك من وايتهول (1963-1965)
- 28 ديسمبر - لقاء مع الزوجة (1963-1966)
- غير معروف - Bleep and Booster (1963–1977)

### آي تي في
- 3 يناير - هانكوك (1963)
- 5 يناير أبعاد الخوف (1963)
- 5 يناير - مرة واحدة على متن Lugger (1963)
- 6 يناير - أفضل الأصدقاء (1963)
- 7 كانون الثاني (يناير) - World in Action (1963-1998)
- 2 فبراير - مكالمة لمدة 24 ساعة (1963)
- 4 فبراير - صناع الطائرة (1963-1965)
- 30 مارس ايزابل بريطانيا السابقة (1963)
- 30 مارس - الغابة البشرية (1963-1964)
- 2 نيسان - كرين (1963-1965)
- 7 أبريل - دورية الفضاء (1963-1968)
- 7 مايو - سييرا ناين (1963)
- 29 مايو - عرض دي أوكونور (1963-1973)
- 3 يونيو - قصة حب (1963-1974)
- 9 يونيو - الرقيب كورك (1963-1968)
- 26 يوليو - برعم (1963)
- 6 أغسطس - خليج المهربين (1963)
- 8 أغسطس - القليل من الأعمال الكبيرة (1963-1965)
- 9 أغسطس - Ready Steady Go! (1963-1966)
- 25 سبتمبر - رجلنا في سانت مارك (1963-1966)
- 28 سبتمبر - الوكيل العاطفي (1963)
- 2 تشرين الأول - التجسس (1963-1964)
- 1 نوفمبر - ليلة الجمعة (1963)
- 9 نوفمبر - حساء الزمرد (1963)
- 10 نوفمبر - هذا هو ابني (1963)

## البرامج التلفزيونية المستمرة

### عشرينيات القرن الماضي
- بي بي سي ويمبلدون (1927-1939، 1946-2019، 2021-2024)

### الثلاثينيات
- سباق القوارب (1938-1939، 1946-2019)
- بي بي سي للكريكيت (1939، 1946-1999، 2020-2024)

### الأربعينيات
- شاهد مع الأم (1946-1973)
- تعال للرقص (1950-1998)

### الخمسينيات
- آندي باندي (1950–1970، 2002-2005)
- راغ وتاج وبوبتيل (1953-1965)
- الأيام الخوالي (1953-1983)
- بانوراما (1953 حتى الآن)
- كتاب مصور (1955-1965)
- ليلة الأحد في بلاديوم لندن (1955-1967، 1973-1974)
- اختر ما تريد (1955-1968، 1992-1998)
- ضاعف نقودك (1955-1968)
- ديكسون دوك جرين (1955-1976)
- ممتاز جدا (1955-1984، 2020 إلى الوقت الحاضر)
- فرصة نوكس (1956-1978، 1987-1990)
- هذا الأسبوع (1956-1978، 1986-1992)
- مسرح الكرسي (1956-1974) [2]
- ماذا تقول الأوراق (1956-2008)
- المدرج (1958-2007)
- نوجين ذا نوج (1959-1965، 1970، 1979-1982)

### الستينيات
- سايكس و... (1960-1965)
- فلينستون (1960-1966)
- شارع التتويج (1960 إلى الوقت الحاضر)
- فرقة الأشباح (1961–1964)
- المنتقمون (1961-1969)
- وجهات نظر (1961 حتى الآن)
- أغاني التسبيح (1961 - حتى الآن)
- الاتفاق (1962-1965)
- ستيبتو وابنه (1962-1965، 1970-1974)
- هيو وأنا (1962-1967)
- القديس (1962-1969)
- سيارات زي (1962-1978)
- سحر الحيوان (1962-1983)

## إنتهت في عام 1963
- حديقة الحيوان كويست (1954-1963)
- كان ذلك الأسبوع الذي كان (1962-1963)
- ذا جيتسونز (1962-1963 ، 1985-1987)

## المواليد
- 16 كانون الثاني (يناير) - جيمس ماي، صحفي مختص بالسيارات ومقدم برنامج تلفزيوني
- 19 كانون الثاني - مارتن بشير صحفي تلفزيوني
- 22 يناير - نيكولا دوفيت، ممثلة
- 27 يناير - مارك موراغان، ممثل ومغني
- 10 فبراير - فيليب جلينيستر، ممثل
- 16 مارس - جيروم فلين، الممثل البريطاني
- 20 مارس - ديفيد ثيوليس، ممثل إنجليزي
- 16 أبريل - نيك بيري، ممثل ومغني
- 27 أبريل - راسل تي ديفيز، كاتب السيناريو الويلزي
- 11 مايو - ناتاشا ريتشاردسون، ممثلة (توفيت عام 2009)
- 20 مايو - جيني فونيل، ممثلة إذاعية وتلفزيونية
- 22 مايو - ديفيد شنايدر، ممثل
- 6 يونيو - ممثل جايسون إيزاك
- 2 يوليو - مارك كرمود، ناقد سينمائي بريطاني
- 3 يوليو - جو ويلر، خبير توقعات الطقس
- 31 أغسطس - تود كارتي، ممثل ومخرج
- 11 سبتمبر - كولين ويلز، ممثل
- 26 سبتمبر -
  - ليسيت أنتوني، الممثلة الإنجليزية
  - جو كولفيلد، ممثلة وكاتبة وممثل كوميدي.
- 5 أكتوبر - نيك روبنسون، صحفي إذاعي، محرر سياسي في بي بي سي نيوز
- 3 نوفمبر - إيان رايت، لاعب كرة قدم ومقدم برامج إذاعية وتلفزيونية
- 10 نوفمبر - هيو بونفيل، ممثل
- 28 نوفمبر - أرماندو يانوتشي، الممثل الكوميدي الإسكتلندي والكاتب الساخر والمنتج الإذاعي
- 24 ديسمبر - كارولين أهيرن، ممثلة / كاتبة كوميدية (توفي عام 2016)
- مجهول -
  - روث جودمان، مؤرخة ومقدمة برامج تلفزيونية
  - جودي فلين، الممثلة البريطانية، (مملكة بن وهولي الصغيرة)